# Rich Kelley
Richard Ryland Kelley, detto Rich (San Mateo, 23 marzo 1953), è un ex cestista statunitense, professionista nella NBA.

## Carriera
Venne selezionato dai New Orleans Jazz al primo giro del Draft NBA 1975 (7ª scelta assoluta).
Con gli Stati Uniti disputò i Campionati mondiali del 1974.